# En-ane-du
En-ane-du, auch Enanedu, (akkadisch en-an-e-du5) war die Tochter des Königs Kudur-Mabuk, Schwester des Rim-Sin I. und Warad-Sin. Sie wurde von ihrem Bruder Rim-Sin 1764 v. Chr., im siebten Regierungsjahr des Warad-Sin zu Larsa, zur Entu-Priesterin mit dem Zusatztitel En-DINGIRNanna-UriKI im Heiligtum Egipar in Ur ernannt.